# Sis concerts, op. 11 (Vivaldi)
Els Sis concerts, op. 11 d'Antonio Vivaldi són un conjunt de concerts per a violí publicat com a opus 11 el 1729. Els sis concerts de Vivaldi op. 11 van ser, juntament els de l'op. 12, els darrers concerts de Vivaldi publicats en vida. El concert més famós de l'op. 11 és el «Concert en mi menor», subtitulat "Il favorito". De fet, es troba entre els millors del compositor pel que fa a la forma.

## Context compositiu
L'any 1729 està situada en la meitat d'un període d'11 anys en els que Vivaldi sembla estar molt fora de Venècia. Des de 1724 els arxius de l'Ospedale della Pietà deixen d'anotar el seu nom en els registres anuals. Aquesta poca activitat veneciana coincideix amb el punt més elevat de l'evolució artística del compositor. No es té massa informació d'on va estar, però se sap segur que el 1729 va viatjar a Alemanya perquè el seu pare, Giovanni Battista, va demanar un permís a la Capella Ducal per acompanyar al seu fill en una gira per Alemanya. És molt probable que la gira passés per Amsterdam on Vivaldi entregaria a Le Céne tres col·leccions de manuscrits per a ser publicats: els Sis concerts per a flauta, op. 10, els Sis concerts op. 11 i els Sis concerts op. 12.

## Anàlisi musical
| - «Concert núm. 1 per a violí, corda i continuo en re major, RV 207» (8'03) 1. Allegro 2. Largo 3. Allegro - «Concert núm. 2 per violí, corda i baix continu en mi menor, "Il favorito", RV 277» (13'06) 1. Allegro 2. Andante 3. Allegro - «Concert núm. 3 per violí, corda i baix continu en la major, RV 336» (11'27) 1. Allegro 2. Largo e cantabile 3. Allegro | - «Concert núm. 4 per violí, corda i baix continu en sol major, RV 308» (11'38) 1. Allegro 2. Largo 3. Allegro - «Concert núm. 5 per violí, corda i baix continu en do menor, RV 202» (12'28) 1. Allegro 2. Andante 3. Allegro - «Concert núm. 6 per oboè, corda i baix continu en sol menor, RV 460» (9'51) 1. Allegro 2. Largo e cantabile 3. Allegro |